# حفل توزيع جوائز الأوسكار الثالث والأربعون
حفل توزيع جوائز الأوسكار الثالث والأربعون (بالإنجليزية: 43rd Academy Awards)‏ هو حدث نظمته أكاديمية فنون وعلوم الصور المتحركة لتكريم أفضل الأفلام لسنة 1970. أقيم الحفل بتاريخ 15 أبريل، 1971 في جناح دوروثي تشاندلر، لوس أنجلوس، وقامت شبكة هيئة الإذاعة الوطنية ببثّه. في هذه الدورة، فاز فيلم باتون بجائزة أفضل فيلم، وحاز الممثّل جورج سي سكوت على جائزة أفضل ممثّل، ونالت الممثلة غليندا جاكسون جائزة أفضل ممثّلةٍ، وكانت جائزة الأوسكار لأفضل مخرج من نصيب المخرج فرانكلن شانفر.
أكثر الأفلام ترشيحاً للحصول على جوائز كان فيلم المطار وفيلم باتون حيث تلقّى كلٌّ منهما 10 ترشيحات، بينما أكثرها فوزاً كان فيلم باتون حيث فاز بـ 7 جوائز.

## الجوائز
- جائزة أفضل فيلم:

باتون
- جائزة أفضل مخرج:

فرانكلن شانفر
- جائزة أفضل ممثّل:

جورج سي سكوت
- جائزة أفضل ممثّلة:

غليندا جاكسون
- جائزة أفضل ممثّل مساعد:

جون ميلز
- جائزة أفضل ممثّلة مساعدة:

هيلين هيز
- جائزة أفضل سيناريو مقتبس:

ماش
- جائزة أفضل موسيقى تصويريّة:

لتكن - قصة حب (فرانسيس لاي)
- جائزة أفضل تأثيرات بصريّة:

تورا! تورا! تورا!
- جائزة أفضل خلط أصوات:

باتون

## وصلات خارجية
- حفل توزيع جوائز الأوسكار الثالث والأربعون على موقع IMDb (الإنجليزية)
- حفل توزيع جوائز الأوسكار الثالث والأربعون على موقع ميوزك برينز (الإنجليزية)
- الموقع الرسمي لجوائز الأكاديمية.
- الموقع الرسمي لأكاديمية فنون وعلوم الصور المتحركة.
- قناة جوائز الأوسكار على موقع يوتيوب (تُديره أكاديمية فنون وعلوم الصور المتحركة).
- مقتطفات فيديو من أكاديمية فنون وعلوم الصور المتحركة.